# Winzer (Niederbayern)
Winzer er en købstad i Landkreis Deggendorf i Regierungsbezirk Niederbayern i den tyske delstat Bayern, med knap 3.900 indbyggere. Winzer ligger ved Donaufloden.